# Heinrich von Schullern zu Schrattenhofen

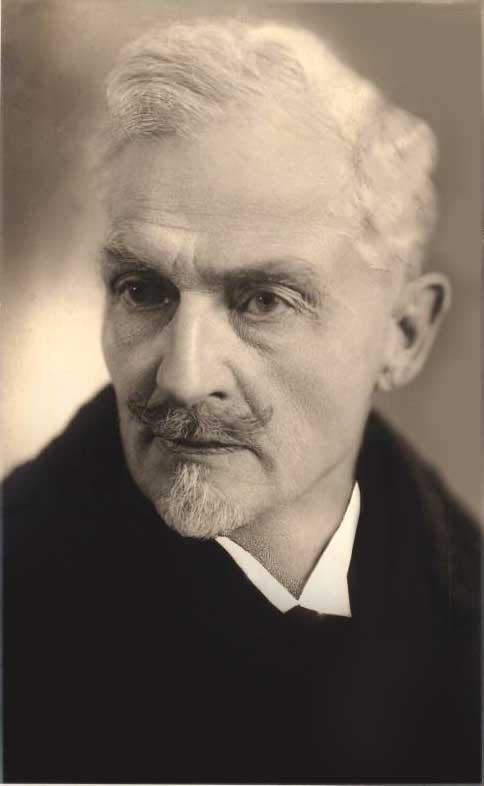
Heinrich von Schullern (1935)

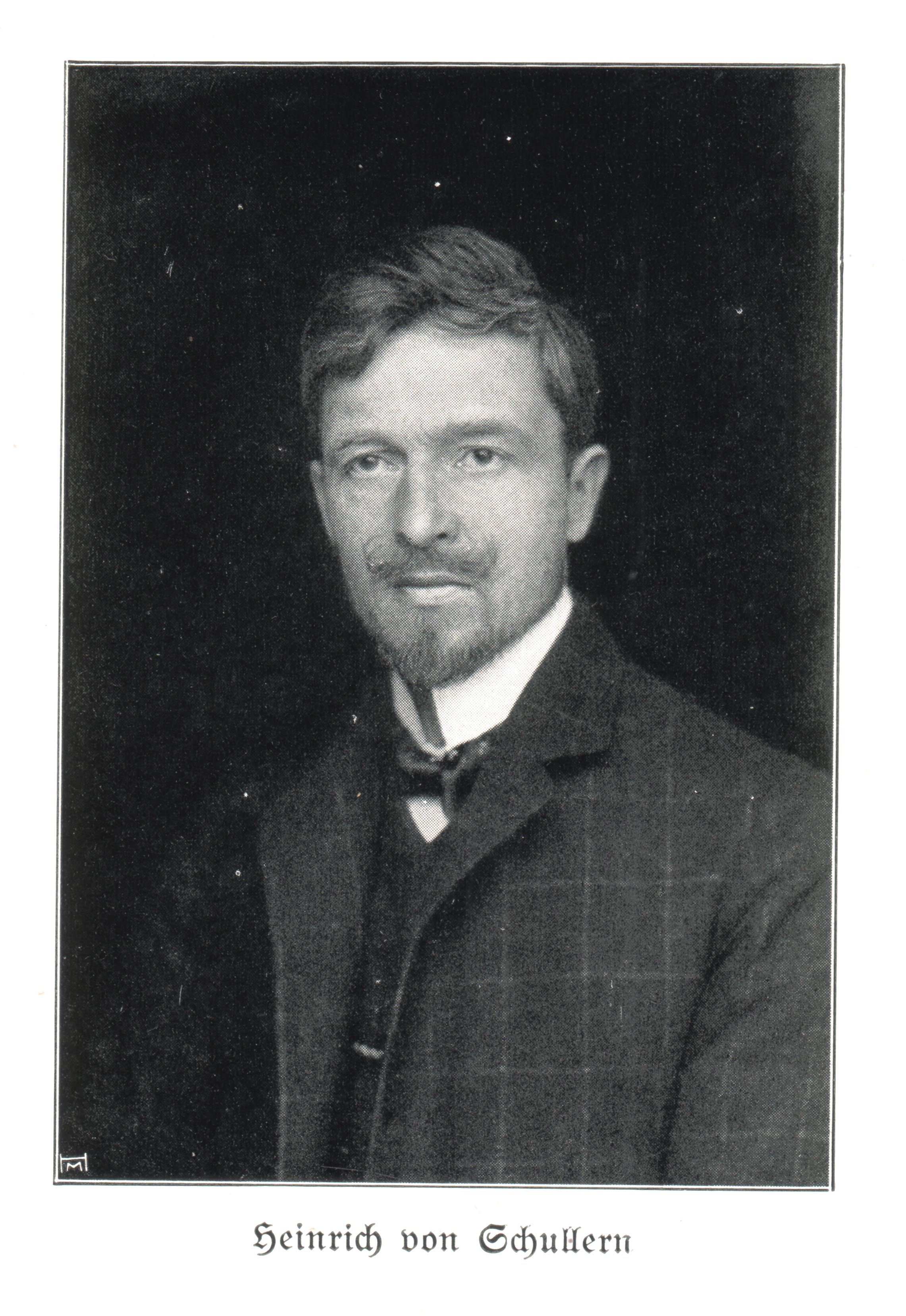
Heinrich v. Schullern um ca. 1900

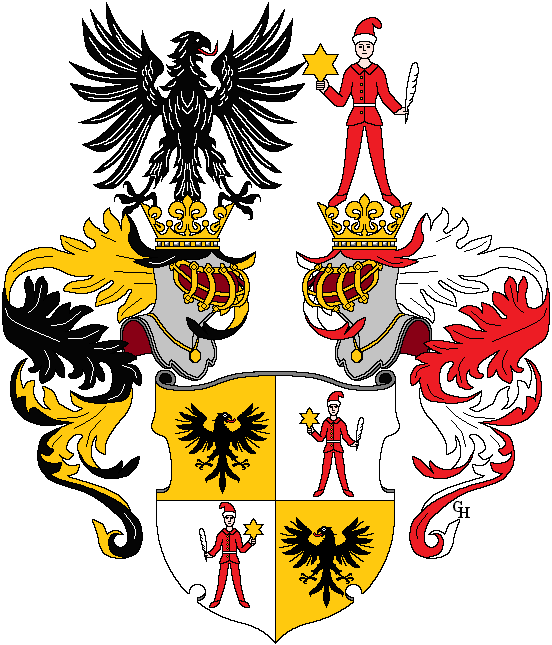
Wappen der Ritter von Schullern zu Schrattenhofen

Heinrich Anton Johann Wolfgang Paul Ritter von Schullern zu Schrattenhofen (Pseudonym Paul Ebenberg; * 17. April 1865 in Innsbruck; † 16. Dezember 1955 ebenda) war ein österreichischer Schriftsteller und Militärarzt aus der Familie Schullern zu Schrattenhofen. Sein dichterisches Gesamtwerk umspannte 70 Jahre und reichte vom Naturalismus der mondänen Gesellschaftsromane, romantische  Lyrik und Novellen bis zu seinem monumentalen Hauptwerk, der tirolischen Roman-Trilogie „Das Land im Gebirge“.

## Leben und militärische Karriere
Geboren als zweiter Sohn des Schulinspektors und Journalisten Anton von Schullern (1832–1889), entstammt Heinrich einer Tiroler Adelsfamilie aus dem Zillertal, die von Kaiser Karl VI. 1734 in den Ritterstand erhoben worden war. Seine Mutter Paula (1840–1903), geb. von Finetti, war aus altem Görzer Adel. Sein älterer Bruder war der Nationalökonom Hermann von Schullern (1861–1931).
Nach der Matura 1884 studierte Heinrich Medizin an den Universitäten Innsbruck, Graz und München. Während seines Studiums wurde er 1885 Mitglied der Burschenschaft Frankonia Graz, aus der er 1910 austrat; später gehörte er dem Corps Ottonia Wien an. Seine Promotion zum Doktor für die gesamte Heilkunde erfolgte 1890 in Innsbruck. Die ersten praktischen Erfahrungen sammelte er als Assistenzarzt an der Innsbrucker Frauenklinik und als Sekundararzt in der internen, dann in der chirurgischen Abteilung des Salzburger Landeskrankenhauses. Nach seiner Eheschließung mit Anna von Thurn (1868–1937) entschloss sich Schullern, als Gemeindearzt in Maxglan (Salzburg) tätig zu werden. Nach der Geburt seiner Tochter Edith (1892–1982) trat er als Reservearzt dem österreichischen Heer bei und wurde 1895 Oberarzt der Landwehr in Salzburg. 
Seit 1904 arbeitete er als Regimentsarzt und Sanitätschef des Landwehrinfanterieregiments Nr. 24 in Wien, 1911 wurde er als Stabsarzt des Ergänzungsbezirkskommando des 2. Tiroler Kaiserjägerregiments nach Bozen versetzt und 1912 nach Innsbruck. Im Ersten Weltkrieg war er zuerst als Divisions-Sanitätschef an der Ostfront tätig und Ende 1914 übernahm er die Leitung des kriegsärztlichen Dienstes in Innsbruck. Im März 1915 wurde Schullern als Kommandant der Divisionssanitätsanstalt Nr. 26 eingesetzt. Es folgten Fronteinsätze in Galizien und in den Karpaten. Als Oberststabsarzt beteiligte er sich am Vormarsch aus Ungarn über den Duklapass bis vor Przemyśl. Von Ende 1915 bis 1918 arbeitete er nach einer Verwundung als Chefarzt und Lehrer an der Militärakademie in Wien. Im April 1918 wurde er zum Sanitätschef der 106. Truppendivision in Lublin befohlen.
Heinrich von Schullern verstarb am 16. Dezember 1955. Seine Totenmaske wurde vom Bildhauer Franz Staud (1905–1959) geformt. Seine letzte Ruhe fand Heinrich von Schullern am Innsbrucker städtischen Westfriedhof.

## Schriftstellerische Tätigkeit und politisches Engagement
Seinen schriftstellerischen Interessen folgend schloss sich Schullern 1898 der Salzburger Literatur- und Kunstgesellschaft „Pan“ an und arbeitete neben seiner Dienstzeit als Militärarzt an der von Hugo Greinz in Linz herausgegebenen Zeitschrift Der Kyffhäuser (1899–1901) und des Scherer (1902–1905) in Innsbruck mit. 1899 war er Mitherausgeber der Anthologie Jung-Tirol. 
Als Oberstabsarzt in Ruhe lebte Schullern ab 1919 wieder in seiner Heimatstadt Innsbruck und widmete sich seiner schriftstellerischen Tätigkeit. Diese umfasste sowohl Prosa als auch Lyrik und Drama. Als sein Hauptwerk wird die Romantrilogie Das Land im Gebirge bezeichnet, eine auf intensiven Archivstudien basierende Arbeit, die ihn fast ein Vierteljahrhundert beschäftigte und erst Ende der 1940er Jahre als Gesamtes veröffentlicht wurde.
1919 war er Begründer und Obmann des Andreas-Hofer-Bundes, der sich gegen die Abtrennung Südtirols stellte, und Vizepräsident der Tiroler Künstlerkammer.
Im Dritten Reich durfte der leidenschaftliche Vorkämpfer für Österreichs Selbständigkeit öffentlich nicht erwähnt werden. Beiträge von ihm wurden jedoch im nationalsozialistischen Bozner Tagblatt übernommen.

## Rezeption
Schullern wurde von mehreren österreichischen Bildhauern und Malern porträtiert, so von Walter Lenk, Franz Santifaller (1894–1953), Albin Lanner (1900–1950), Lois Alton (1894–1972), Wolfgang Oegg (1901–1983) u. a. Seine Gedichte wurden mehrfach vertont, u. a. von den österreichischen Komponisten Ferdinand Rebay (1880–1953), Karl Senn (1878–1964), Albert Riester (1906–1975), Karl Maria Löbl (1911–1942) und Anton Hugo Spiller (1892–1952). 

## Ehrungen, Auszeichnungen und Preise
- 1915: Ritter des kaiserlich österreichischen Franz-Joseph-Ordens
- 1917: Bauernfeld-Preis für den Roman: Ein Griff ins Feuer, 1916, der unter dem Titel Don Juan als Retter im Wiener Tagblatt erschienen ist.
- 1930: In Anerkennung für die Leistungen der Brüder Heinrich (Arzt und Schriftsteller) und Hermann (Universitätsprofessor) sowie die des Vaters Anton v. Schullern (Schriftsteller, Lehrer, Journalist) widmet die Stadt Innsbruck diesen die „Schullernstraße“ (Burgenlandstraße/Ostfriedhof).
- 1935: Ernennung durch den Bundespräsidenten Wilhelm Miklas zum Generalstabsarzt d. R.
- 1935: Ehrenbürger von Natters und Inaugurierung des Heinrich-von-Schullern-Weges
- 1936: Goldener Ring der Stadt Innsbruck
- Oktober 1943: Ehrenmitglied der Universität Czernowitz (Rumänien)
- April 1949: Ehrenmitglied der Universität Innsbruck
- Ehrenzeichen der 70-jährigen Zugehörigkeit zum Österreichischen Alpenverein.
- 1952: Aufnahme (ad personam) bei der Tiroler Matrikelstiftung (ex Tiroler Adelsmatrikel)

## Werke (Auswahl)

### Autobiographie
- Erinnerungen eines Feldarztes aus dem Weltkrieg. Militärwissenschaftlicher Verlag, Wien 1934, 248 S. (Digitalisat)

### Erzählungen, Novellen
- Helldunkel. Bilder und Lieder. Verlag Lesk und Schwidernoch 1892, Wien, 107 S. (Digitalisat)
- Vampyre. Novelle. Alpenheim Verlag, Salzburg 1899, 18 S.
- Neues Skizzenbuch. Österreichische Verlagsanstalt, Wien 1900, 139 S.
- Streiflichter. Novellen und Geschichten. Pohls Volksbücherei, Prachatitz 1908, 144 S.
- Berggenossen und andere Erzählungen (= Reclams Universal-Bibliothek; Bd. 5650). Reclam, Leipzig 1914, 94 S.
- Vom Garten des Glaubens. Kleine Geschichten aus Tirol. Verlagsanstalt Tyrolia, Innsbruck 1919, 92 S.
- Possen des Schicksals (= Novellenreihe der WILA; Bd. 1). Wiener Literarische Anstalt, Wien 1920, 122 S.
- Zwischen Welt und Bergesstille. Ausgewählte Dichtungen. Österreichischer Bundesverlag, Wien 1926, 181 S. (eingeleitet von Hans Bator).
- Aus Südtirols Vergangenheit. Geschichtliche Erzählungen (= Deutsche Hausbücherei; Bd. 186). Österreichischer Bundesverlag, Wien 1928, 94 S.
- Die Welt der Träume. Novellen. Verlag „Das Bergland-Buch“, Graz 1932, 159 S.
- Rudolf Fiedler, Bruno Hibler (Hrsg.): Erzählungen und Gedichte. Zu seinem 70. Geburtstag (= Der Ruf der Heimat. Schilderungen und Erzählungen von Österreichs Volk und Land; Bd. 1). Jung-Österreich, Innsbruck 1935 (Mit einem Vorwort von Bundeskanzler Kurt Schuschnigg). 78 S.

### Gedichte
- Gedichte. J. Eisenstein & Co, Wien 1912, 79 S. (Digitalisat)
- In der Bergheimat. Neue Gedichte. Heinrich Pohlschröder Verlag, Innsbruck 1925, 82 S.
- Irmgard Webhofer (Hrsg.): Am Felsenquell. Ausgewählte Gedichte. Wagner, Innsbruck 1955, 48 S.

### Romane
- Im Vormärz der Liebe. Roman aus der Gegenwart. Österreichische Verlagsanstalt, Linz 1900, 293 S. (Digitalisat)
- Die Aerzte. Roman. Österreichische Verlagsanstalt, Wien 1902, 410 S. (Digitalisat)

- Katholiken. Roman. Konegen-Verlag, Wien 1904, 264 S.
- Jung-Österreich. Roman eines Burschenschafters. Georg Müller, München 1910, 430, 433 S. (2 Bände)
- Vom Blühen und Verderben. Tragödie eines Schülers. Georg Müller, München 1912, 207 S.
- Kleinod Tirol. Roman aus dem sinkenden Mittelalter. Verlagsanstalt Tyrolia, Innsbruck 1927, 551 S.
- Boccaccio auf Schloß Tirol. Ein Maultaschroman. Concordia Deutsche Verlagsanstalt Engel und Toeche, Berlin-Friedenau 1932, 310 S. (Digitalisat)
- Das Land im Gebirge, Inn-Verlag, Innsbruck 1948 ff.

1. Boccaccio auf Schloss Tirol.
2. Der Herzog mit der leeren Tasche. Tiroler Roman. (Digitalisat)
3. Kleinod Tirol.  (Digitalisat)

### Theaterstücke
- Die Trichine. Schwank in 3 Aufzügen. Salzburg: Alpenheim 1900, 40 S.
- Genußmenschen. Drei Einakter. Georg Müller, München 1906, 127 S. (Uraufführung Salzburger Stadttheater am 31. März 1906).
- Der Weibernarr. Szene in einem Akt. Erste Wiener Vereins-Buchdruckerei, Wien 1907 (Sonderdruck aus dem Wiener Deutschen Tagblatt, 1907), 16 S.
- Die Flucht. Schauspiel in einem Akt. Erste Wiener Vereins-Buchdruckerei, Wien 1907, 22 S.
- Unverkäuflich Gut. (Die Symphonie). Ein Schauspiel in vier Akten. Österreichischer Bundesverlag, Wien 1926, 59 S. (Uraufführung am Innsbrucker Stadttheater vom 8. Mai 1925).